# スティーヴン・ギャガン
スティーヴン・ギャガン（Stephen Gaghan, 1965年5月6日 - ）は、アメリカ合衆国の脚本家、映画監督、俳優である。『トラフィック』の脚本を手がけたことで知られている。

## 経歴
1965年5月6日、ケンタッキー州ルイビルに生まれる。ケンタッキー大学で学びデルタ・タウ・デルタフラタニティに所属した。2000年、スティーヴン・ソダーバーグ監督の『トラフィック』の脚本を手がける。2005年には『シリアナ』で監督と脚本を手がけた。2016年、マシュー・マコノヒー主演の『ゴールド/金塊の行方』を監督した。

## フィルモグラフィー

### 映画
- ラストサマー2 I Still Know What You Did Last Summer (1998年) 脚本
- 英雄の条件 Rules of Engagement (2000年) 脚本
- トラフィック Traffic (2000年) 脚本
- ケイティ Abandon (2002年) 監督・脚本
- アラモ The Alamo (2004年) 脚本
- アルフィー Alfie (2004年) 出演
- シリアナ Syriana (2005年) 監督・脚本
- アン・ハサウェイ/裸の天使 Havoc (2005年) 脚本
- アフター・アース After Earth (2013年) 脚本
- ゴールド/金塊の行方 Gold (2016年) 監督
- ドクター・ドリトル Dolittle (2020年) 監督・脚本

### テレビ
- アメリカン・ゴシック American Gothic (1995年 - 1996年) 脚本
- スリープウォーカー Sleepwalkers (1997年) 脚本
- ザ・プラクティス ボストン弁護士ファイル The Practice (1997年) 脚本
- アントラージュ★オレたちのハリウッド Entourage (2007年) 出演

### ゲーム
- コール オブ デューティ ゴースト Call of Duty: Ghosts (2013年) 脚本

## 受賞
- 2001年 - 第73回アカデミー賞 - 脚色賞（『トラフィック』）[8]